# Accident
Accident – miasto w Stanach Zjednoczonych, w stanie Maryland, w hrabstwie Garrett.